# Superliga Femenina de Voleibol 2008-09
La Superliga femenina de voleibol de España 2008-09 fue una temporada de la máxima categoría del voleibol femenino español celebrada entre finales del año 2008 y comienzos del 2009.

## Clasificación
| Nombre                          | Sede                                | Región              | Puesto | 2009-2010                   |
| ------------------------------- | ----------------------------------- | ------------------- | ------ | --------------------------- |
| C.A.V. Murcia 2005              | Murcia                              | Región de Murcia    | 1º     | Champions - renuncia        |
| Palma Volley                    | Palma de Mallorca                   | Islas Baleares      | 2º     | Champions - renuncia        |
| Valeriano Alles Menorca Volei   | Ciudadela (Menorca)                 | Islas Baleares      | 3º     | Copa CEV                    |
| C.V. Albacete                   | Albacete                            | Castilla-La Mancha  | 4º     | Copa Challenge - renuncia   |
| Universidad de Burgos           | Burgos                              | Castilla y León     | 5º     | Copa Challenge - renuncia   |
| TuBillete.com Tenerife Marichal | Santa Cruz de Tenerife              | Canarias            | 6º     | Copa Challenge - invitación |
| Ciudad Las Palmas G.C. Cantur   | Las Palmas de Gran Canaria          | Canarias            | 7º     |                             |
| Haro Rioja Vóley                | Haro                                | La Rioja            | 8º     |                             |
| Jamper Aguere                   | La Laguna (Tenerife)                | Canarias            | 9º     |                             |
| Voley Sanse Mepaban             | San Sebastián de los Reyes (Madrid) | Comunidad de Madrid | 10º    | renuncia                    |
| Voleibol Asociación Toledo      | Toledo                              | Castilla-La Mancha  | 11º    | Superliga 2                 |
| La Caja de Canarias             | Las Palmas de Gran Canaria          | Canarias            | 12º    | Superliga 2 - permuta       |

- Datos: Q66793651